# ボロカン
ボロカン（モンゴル語: Boloqan、? - 1297年）は、モンゴル帝国に仕えた将軍の一人で、マングト部の出身。漢字表記は『元史』では博羅歓（bóluōhuān）と表記される。また、ボロゴン（Boloγon）と表記されることもある。

## 概要
ボロカンの曾祖父はチンギス・カンに仕えてその側近となったマングト部族長のクイルダルで、クイルダルの子のジャムカの孫でソルカドゥの子。マングト部当主の地位（郡王位）はジャムカの兄のモンケ・カルジャの家系に受け継がれており、ボロカンはクイルダル家の中でも傍系の生まれであった。マングト部も含む「左手の五投下」や諸王は各々が独自のウルスを有しており、その統治のため各自でジャルグチ（断事官）を置いていたが、ボロカンはその優秀さから僅か16歳にしてマングト部のジャルグチに抜擢された。
中統元年（1260年）からは帝位継承戦争にクビライ派として従軍し、武功挙げてクビライから馬40匹を与えられた。その後、李璮の乱が勃発すると、ボロカンはマングト兵を率いて済南を包囲し、叛乱鎮圧に尽力した。至元8年（1271年）、クビライの皇子の一人のフゲチが雲南で毒殺される事件が起こると、事態の収拾と事件の首謀者の処分のため雲南に派遣された。雲南に到着する直前、フゲチを毒殺した宝合丁の配下の者が出迎えたが、ボロカンは宝合丁が現地兵を手なずけていることを考慮してその場では真意を明かさず友好的に接し、雲南に到着した所で油断をつき宝合丁を捕縛・処刑した。この功績によってボロカンの地位は更に上昇し、マングト部に関わることは事の重要性に関わらずボロカンが統べるようになったという。
雲南からの帰還後は南宋遠征に従軍し、ボロカン率いる部隊は淮東一帯を転戦した。また、至元13年（1276年）にシリギの乱に呼応してコンギラト部のジルワダイが応昌で叛乱を起こすと、ボロカンは江南から急ぎ北上して叛乱鎮圧に尽力した。また、ナヤン・カダアンの乱においても、ボロカンは一軍を率いて叛乱鎮圧に活躍した。
至元31年（1294年）、クビライの死後にテムルが即位すると引き続きこれに仕え、大徳元年（1297年）にはカイドゥ・ウルスから投降してきたヨブクルらを許し厚遇することで他の者の投降を誘うよう進言している。その後間もなくしてボロカンは63歳で亡くなった。